# Союзники (Древний Рим)
Союзников в римской истории можно разделить на три периода по отношению к ним Рима, а именно: 
1. Латинский союз, до прекращения его после латинской войны 340 — 338 до н. э. и следующие годы до н. э.;
2. Италийский союз, до получения всеми союзниками прав римского гражданства, посредством lex Julia de civitate sociis donda 90 г.;
3. Союзники в последние годы республики и во времена империи.

## Латинский союз
В период Латинского союза весь Лациум распадался на ряд общин (populi). Каждая община состояла из нескольких родовых союзов, а центром была arx, то есть крепость (греч. άκροπόλις). Первоначально во главе союза стоял город Альба-Лонга, остальные 30 (или 45) общин, по преданию, — его колонии. Члены союза ежегодно собирались на Альбанской горе (mons Albanus) на празднество feriae Latinae или Latiar. Вероятно, тогда же происходило и общее собрание (concilium). Подробности организации Латинского союза неизвестны, но едва ли она предполагала жёсткую централизацию. По крайней мере, следов общего суда или общего командования на войне не находилось.
Самыми важными звеньями, объединяющими членов союза, служили право обладания и распоряжения собственностью (commercium) и право заключать брак (conubium) внутри союза. Между отдельными членами союза войны допускались, за исключением времени празднования feriae Latinae (Macrob. Sat. I, 16, 16).
Пока город Альба-Лонга существовал, союз управлялся его царями. Кроме того, в управлении союза принимали участие 10 представителей Лациума (decem principes Latinorum). 
Рим — один из членов Латинского союза. По римскому преданию, в правление римских царей, начиная с Тулла Гостилия и Анка Марция, Латинский союз делается вполне зависимым от Рима и сохраняет эту зависимость до самого конца. После того, как Рим занял первенствующее место в Латинском союзе, древние латинские общины, основанные будто бы Альбой-Лонгой, получают название prisci Latini; основанные же впоследствии Римом и Латинским союзом общины называются coloniae Latinae. Гегемония Рима проявлялась, прежде всего, в его особой роли в общинной и культовой жизни союза. Например, на feriae Latinae куски мяса принесенных в жертву быков раздавались римскими магистратами; в царствование Сервия Туллия на римском Авентинском холме за счет латинских общин построен храм Дианы, в котором хранился текст договора общин Латинского союза. В военной сфере господство Рима проявлялось, например, в определении численности воинов, выставляемых общинами Лациума против внешнего врага.
Согласно греческому историку Дионисию (2-я половина I века до н. э.), после изгнания царей из Рима и перехода к республиканскому правлению положение общин Латинского союза сделалось более независимым, и римлянам не удалось подчинить их снова. Поэтому консул Спурий Кассий в 493 г. до н. э. заключил с ними договор, записанный на медной доске, которая ещё во времена Цицерона находилась на римском форуме (Dion. ant. VI, 94). По этому договору Рим и Лациум (Дионисий перечисляет 30 городов) на вечное время заключают мир и союз, устанавливается полный commercium, полное равноправие; в случае оборонительной войны они обязуются помогать друг другу. Это равноправие историк называет греч. ίςοπολιτεία, но, конечно, здесь может подразумеваться только гражданство без права голосования — civitas sine suffragio. В 486 г. тем же консулом Кассием на тех же условиях заключен договор с племенем герников, вошедших, таким образом, в Латинский союз.
Со временем зависимость латинских общин от Рима возрастала, хотя формально их связывал договор равенства (foedus aequum), а в 358 г. союз возобновлен. Такое положение делалось для латинских общин все более и более невыносимым, так как Рим с их помощью вёл многочисленные войны, начал покорение Этрурии и Кампании. В начале Первой самнитской войны общины Лациума стали требовать полного равноправия и, когда римский сенат им отказал, в 340 году объявили войну. Но ни латинские колонии, ни герники, ни кампанцы к восстанию не присоединились. Восставшие потерпели полное поражение около горы Везувий и города Трифанума. Латинский союз прекратил своё существование, Рим перешёл к системе договоров с отдельными общинами и городами — на различных условиях, а отдельные общины лишались прав conubium и commercium между собой. Определение численности войска и размера налогов также являлось прерогативой Рима.

## Италийский союз
Во втором периоде в течение IV и III веков до н. э. Рим распространяет свою власть по всей Италии и вступает в союзы со всеми италийскими народами то после их покорения, то просто на основании договора (foedus), как, например, с герниками, Неаполем, Апулией, марсами, пэлигнами, маруцинами, вестинами и др. Для упрочения своей власти римляне в завоёванные города и страны выводили колонии, и в 272 г. с окончанием войны с Пирром и с взятием Тарента, объединение Италии под римской гегемонией в общем окончено. 
Все общины распадались теперь на четыре класса: municipia, coloniae civium Romanorum, civitates foederatae и coloniae Latinae.
- Муниципии имели гражданство без права голоса (civitas sine suffragio), то есть несли все повинности граждан, не пользуясь их правами. Они политически слились с Римом, сохраняя коммунальную автономию. Это право называлось также jus Caeritum, так как оно впервые дано городу Цэре.
- Колонии римских граждан, которые с 338 г. выводились только как maritimae, сохраняли полное гражданство, выбирали своих магистратов и пользовались разными привилегиями. Туземцы (indigenae) становились cives sine suffragio и управлялись этими магистратами, но со временем различие исчезало и туземцам также давалось полное гражданство, особенно в 90 г. посредством lex Julia. К этой категории принадлежат и некоторые латинские общины, получившие полное, гражданство. Все эти колонии, как граждане, принадлежали к трибам, число которых до 244 г. возросло до 25.
- Положение civitates foederatae  самое разнообразное, смотря по договору (foedus), заключённому с Римом. Автономия их в принципе у всех признана, они имели даже право чекана монеты, чего первые 2 категории не имели; они имели свой суд и своё управление, не служили в легионах, но должны были посылать вспомогательные отряды и суда. Это все общие черты, но в частностях налицо величайшее разнообразие: так, например, Tibur, Praeneste и Neapolis имели jus exitii и , следовательно, вполне автономные государства. Но большинство этих civitates foederatae должно было populi Romani majestatem comiter conservare, то есть дружественно блюсти величие римского народа, их договоры не foedus aequum. Список civ. foed. даёт Marquardt, «Staatsverwaltung» (I, 47 и сл.).
- Coloniae Latinae выводились сначала Римом и Латинским союзом, потом Римом, Латинским союзом и герниками, наконец, одним Римом. Col. Lat. преимущественно посылались в страны только что покорённые. Они пользовались полной автономией, имели право чекана монеты, своих магистратов, имели с Римом commercium и conubium, но римского гражданства не имели. С 268 г. вновь выводимым Col. Lat. более не дается старое латинское право; они теряют право чекана монеты, теряют conubium и получение гражданства ещё больше затрудняется. Во всяком случае, Рим старался свалить на плечи италийцев возможно большее количество повинностей и заботился о том, чтобы все союзы, бывшие между ними в прежние времена, прекратились или никакого значения не имели. Неравные права, данные отдельным общинам, значительно способствовали этому разъединению, по той же причине всюду поддерживалась аристократия. Но Рим тиранически к своим союзникам не относился.

Во II веке до н. э. положение италийских socii меняется и сильно ухудшается: municipia почти перестают существовать, отчасти они получают гражданство, отчасти теряют все права, как Капуя и др. municipia в Самниуме, Апулии, Бруттии и Калабрии, в наказание за помощь, оказанную Ганнибалу. И положение civ. foed. и Col. Lat. значительно ухудшилось. Все это, в конце концов, привело к Союзнической войне. Большая опасность, которая грозила Риму, заставила римлян принять lex Julia в 90 г., по которой все латины и все socii, не отпавшие от Рима, получили право гражданства. Новые граждане все причислены к последним восьми трибам, где они ровно никакого значения не имели. Сулпиций Руф, и после него Цинна, предложили дать им право голосования во всех трибах, но полное уравнение всех италиков было заслугой Суллы. В 89 г. Галлия Циспаданская, в 87 г. луканцы и самниты, в 49 г. Галлия Транспаданская получили гражданство; в 42 г. Альпы объявлены границей Италии и с того времени вся Италия свободна от всех налогов.

## Союзники в последние годы республики и во времена империи
Уже в течение II периода государство стало сильно разрастаться: Рим делается великой державой и ведёт войны с другими великими державами. Civitates peregrinae делятся на 4 категории: 
1. civitates foederatae,
2. civ. liberae,
3. civ. liberae et immunes,
4. civ. stipendiaria.

В частности отношения civ. foed. к Риму основываются на договоре (foedus), подтверждённом присягой и той, и другой стороной. Автономия их всегда признается, они имеют jus exilii, право чекана монеты, административное самоуправление и собственный суд, которому в гражданских делах подвержены и римские граждане; они не платят налогов и независимы от римских наместников. Обязаны только посылать корабли и вспомогательные отряды и вносить деньги. Это весьма выгодное положение делается со временем все более и более редким. Императоры стараются уравнять Италию со всеми провинциями, Каракалла всем свободным жителям провинций даровал гражданство, но полная нивелировка совершилась позднее. Socii foedere aequo вне Италии встречаются вначале довольно часто, например Массилия, Сагунт, Родос, Птолемей, Филалет и др., Греция, Иудея во времена Иуды Маккавея и т. д. Эти socii первоначально сохраняли даже свои владения, как Афины, Массилия и др. Но со временем эта категории все более и более исчезает. 
Socii foedere iniquo первоначально были такие, которые после несчастной войны принуждены заключить foedus на невыгодных условиях, как Карфаген, Гиерон и др. К таким socii принадлежат и те, которые вовсе не воевали с Римом, но заключали foedus из боязни. В особенности следует отнести сюда царей, которые добивались титула socius et amicus populi Romani как Бокх, Адгербал, Антиох Епифан, Прусий, Ариобарзан, Ариорат и др. Часто цари платили даже большие деньги, чтобы удостоиться этой чести. Такого рода союзничество часто приносило союзникам (socii reges) большие выгоды и увеличение владений, как Масиниссе, Атталу, Ариебарзану, Дейотару и др. Цари эти, на первый взгляд, свободны и автономны, но на самом деле вассалы и подданные Рима и должны слушаться их приказаний. Рим по желанию располагал их царствами: по теории царь один за себя заключал foedus, его преемников обещанные Римом условии не касались, так что Рим во всякое время мог уничтожить договоры и сделать из свободных государств провинции: так поступили с Нумидией, Египтом и др. На плечах этих подчинённых Риму царей лежали тяжёлые повинности, они должны были даже платить дань. После покорения Македонии и Сирии, и разрушения Карфагена Рим только для виду заключал foedera и, при первом удобном случае, из союзников делал подданных и провинциалов. Здесь отдельные союзники не имели права иметь сношения друг с другом, и римляне старались разъединить их всячески именно тем, что обращались с ними самым разнообразным образом. Так как foedera большей частью заключались на случай войны, то слово socii часто встречается в военном смысле, особенно socii navales.